# Omocyrius jansoni
Omocyrius jansoni là một loài bọ cánh cứng trong họ Cerambycidae.